# کارل فوربرگ
کارل فوربرگ (انگلیسی: Carl Forberg؛ زادهٔ ۴ مارس ۱۹۱۱ در اوماها، نبراسکا، درگذشتهٔ ۱۷ ژانویهٔ ۲۰۰۰) رانندهٔ مسابقات اتومبیل‌رانی فرمول یک اهل ایالات متحده آمریکا بود که از فصل ۱۹۵۰ تا ۱۹۵۲ در مجموع در سه گراند پری شرکت کرد، اما موفق به کسب هیچ امتیازی نشد.
فوربرگ در ۱۷ ژانویهٔ ۲۰۰۰ درگذشت.